# Hulk
Pour les articles homonymes, voir Hulk (homonymie) et Banner.
Le docteur Robert Bruce Banner (souvent nommé Bruce Banner, son deuxième prénom de son alter ego), alias Hulk, est un super-héros évoluant dans l'univers Marvel de la maison d'édition Marvel Comics. Créé par le scénariste Stan Lee et le dessinateur Jack Kirby, le personnage de fiction apparaît pour la première fois dans le comic book The Incredible Hulk (vol. 1) #1 en mai 1962.
En France, il apparaît pour la première fois dans la revue Fantask no 5 (juin 1969) (qui publie Fantastic Four #12), puis dans ses propres aventures à partir du no 23 d’Étranges Aventures (novembre 1971). Ses toutes premières aventures en solo furent traduites dans Gamma no 1 (1979).
Hulk, surnommé le « Titan vert », est devenu l'un des super-héros les plus forts et les plus résistants de l'univers Marvel à la suite d'une exposition accidentelle de Banner aux rayons gamma lors d'une explosion atomique. Il est aussi l'un des membres fondateurs du groupe de super-héros les Vengeurs.
Dans le classement de 2008 du magazine Wizard, Hulk est classé au dix-neuvième rang des « 200 Greatest Comic Book Characters of All Time »,.
Le personnage a été incarné à la télévision dans les années 1970 par Bill Bixby et Lou Ferrigno dans la série L'incroyable Hulk (novembre 1977 – mai 1982) et les trois Téléfilms Le Retour de l'incroyable Hulk (1988), Le Procès de l'incroyable Hulk (1989) et La Mort de l'incroyable Hulk (1990). Au cinéma, il est incarné tout d'abord par Eric Bana dans Hulk (2003), puis dans l'univers cinématographique Marvel par Edward Norton avec L'Incroyable Hulk (2008) avant d'être repris par Mark Ruffalo à partir d’Avengers (2012) et dans les sorties suivantes du MCU.

## Histoire de la publication

### Création
Hulk a été créé dans la période d'engouement pour les super-héros aux États-Unis au début des années 1960, un retour en grâce après des années de disette (les comics de super-héros étaient, dans les années 1950, soupçonnés de favoriser la violence dans le lectorat de la jeunesse).
Le personnage figure dans la continuité des « Monster comics » (des récits à chute présentant des monstres, souvent des envahisseurs extraterrestres, parfois des démons ou des robots, etc.) dont le dessinateur Jack Kirby s'était fait une spécialité au sein des maisons d'édition ancêtres de Marvel Comics (Timely Comics et Atlas Comics).
L'histoire de Bruce Banner / Hulk est une adaptation moderne de celle de Dr Jekyll / Mr Hyde de l'écrivain Robert Louis Stevenson, avec l'ajout du mythe du monstre de Frankenstein, selon les propres dires de Stan Lee. Hulk est le deuxième titre publié par Marvel Comics après le lancement à succès de la série sur les Quatre Fantastiques.
Dans le premier numéro de la série, le personnage de Hulk est au départ de couleur grise. Mais, devant le piètre résultat (du fait de la faible qualité du papier sur lequel la série est imprimée), il est décidé rapidement (au second numéro) que Hulk sera vert, une couleur plus facile à reproduire à l'époque pour ce type de publication. De plus, aucun super-héros n'était vert à l'époque. La série Hulk ne durera que six numéros, tous écrits par Stan Lee et dessinés par Kirby, puis par Steve Ditko avant son départ de la série, du fait de l'insuccès du titre.
Le personnage se distingue ensuite en tant que membre fondateur de l'équipe des Vengeurs. Il apparaît brièvement dans Amazing Spider-Man #14 puis intègre juste après le sommaire de l'anthologie Tales to Astonish, aux côtés de l'Homme-Fourmi / Giant Man, remplacé plus tard par Namor.
Sa popularité s’accroît également (selon le site d'analyses CBR) lors de plusieurs affrontements avec la Chose, au fil des pages de quelques numéros des Fantastic Four. Stan Lee est toujours le scénariste des aventures du personnage, mais au dessin se succèdent Jack Kirby, Gil Kane et Marie Severin, souvent encrée par Herb Trimpe qui plus tard sera chargé du dessin.

### Développement

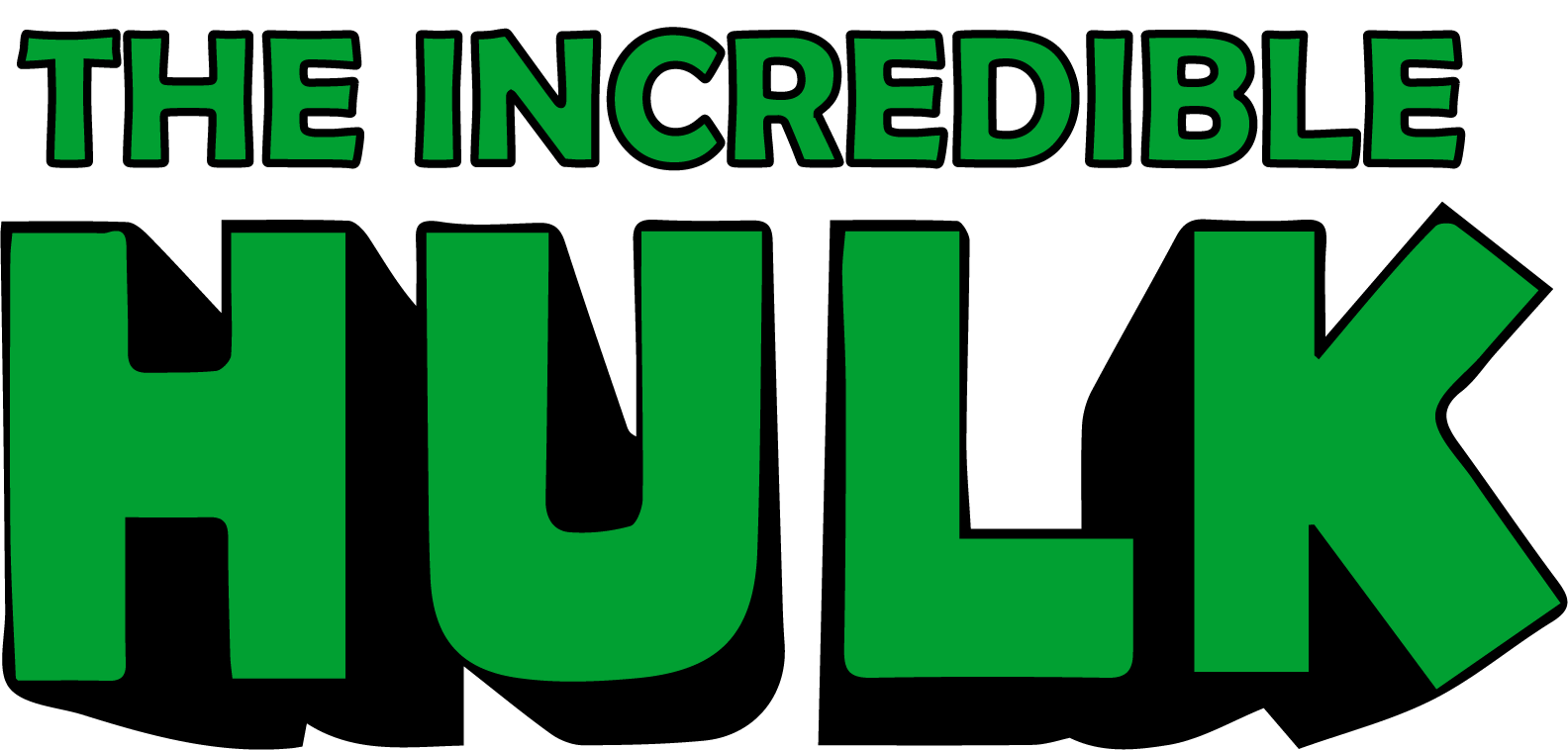
Logo de la série The Incredible Hulk.

La dessinatrice Marie Severin reste du no 92 jusqu'au no 101, publié en mars 1968, qui est le dernier de Tales to Astonish. En effet, à cette date, Marvel Comics peut éditer plus de publications qu'auparavant, et les deux personnages du comic book gagnent un titre qui leur est consacré ; Tales to Astonish est changé en Incredible Hulk. Si Marie Severin continue de dessiner les aventures du héros, en revanche le scénariste Stan Lee passe la main à Gary Friedrich, l'encrage étant assuré par Frank Giacoia ou George Tuska. Le no 106 voit l'arrivée de Herb Trimpe qui prend en charge le dessin sur des crayonnés de Severin. Trimpe est ensuite seul dessinateur à partir du no 107 et il le reste pendant une centaine d'épisodes ; l'encrage est parfois assuré par John Severin, le frère de Marie.
Le personnage de Hulk trouve à cette époque sa formule, connue depuis mondialement : Bruce Banner est un savant timide qui cache en lui un monstre ravageur à l'esprit enfantin, qui demande uniquement qu'on le laisse en paix. Cette formule durera des années, et présidera à la direction de la série télévisée L'Incroyable Hulk (avec Bill Bixby et Lou Ferrigno) et permettra d'inclure Hulk parmi les Défenseurs, un groupe où il trouvera une place plus tranquille que chez les Vengeurs. C'est la formule que les successeurs de Stan Lee (Roy Thomas, Archie Goodwin, Steve Englehart, Roger Stern, etc.) choisiront de conserver : celle d'un monstre très puissant et bagarreur, mais maladroit et parfois attendrissant.
Au milieu des années 1980, le scénariste Bill Mantlo qui officie sur la série depuis des années, rend Hulk intelligent via un scénario dans lequel l'esprit de Banner prend possession du corps du « Colosse de jade ».
L'arrivée de Peter David permet d'avoir davantage d'explications. David explique que le Hulk gris (qui a fait son retour dans la seconde partie des années 1980 sous le nom de « Joe Fixit », un agent de sécurité de casinos combattant la mafia — il possède alors une intelligence normale) est l'expression de la frustration adolescente de Banner, alors que le Hulk vert est l'expression des peurs de son enfance.
Au no 377, Hulk suit une psychothérapie grâce à son ami, le docteur Leonard Samson, ce qui lui permet de fondre toutes ses personnalités contradictoires en un seul homme, ayant l'apparence du colosse vert mais avec une intelligence aussi poussée que celle de Banner. Celui que l'on surnomme le « Hulk prof » ou « le Professeur » rejoint alors un groupe de personnages issus de la mythologie grecque, le Panthéon (en). Après de nombreuses aventures, Hulk découvre que sa personnalité, contrairement à ce qu'il imaginait, n'est pas celle de Banner car trop prétentieuse et égoïste.
Depuis, les apports de Peter David à l'univers de Hulk ont fourni un matériau pour de nombreuses histoires. Après lui, ce sont Joe Casey, John Byrne, Paul Jenkins, Bruce Jones, Peter David (de retour) et depuis Daniel Way qui rédigent les aventures du « Titan vert ».

### En France
En France, le personnage apparaît avec l'épisode Fantastic Four no 12 publié dans la revue Fantask no 5 en juin 1969. Il est alors baptisé « le Titan ».
Mais sa vraie carrière éditoriale débute dans les années 1970, en petit format, chez Arédit/Artima dans la revue Étranges Aventures de la collection « Comics Pocket » et la revue Hulk de la « Collection Flash », avant de poursuivre ses aventures en grand format et en couleurs dans la revue Gamma puis dans la « Nouvelle Collection Flash », dans une présentation plus économique. Le personnage apparaît aussi en parallèle en tant qu'« invité » dans d'autres séries Marvel, publiées dans les albums Une aventure des Fantastiques et autres revues des éditions Lug.
Dans les années 1990, les droits de sa série principale sont repris par l'éditeur Semic qui la publie en format « Version Intégrale ». Quand Panini/Marvel France reprend la licence en 1997, la série continue sur la même numérotation. Puis le personnage, à cause de mauvaises ventes, intègre le sommaire de quelques revues anthologies avant d'avoir une éphémère nouvelle série à son nom dans les années 2000, puis quelques albums dans la collection « 100 % Marvel » et la collection « Monster ».
À la fin de la publication qui suivait la numérotation des « Versions Intégrales » de Semic, Panini publie un arc narratif complet dans un numéro du magazine Marvel Top puis, à l'occasion de la nouvelle série du personnage lancée par John Byrne, l'installe dans le magazine anthologique Marvel Select (où sont alors publiées les séries Silver Surfer et Thunderbolts).
Après la disparition de ce magazine en 2000, Hulk émigre dans le mensuel Marvel Elite (aux côtés des séries Fantastic Four et Thor) où il finit par être remplacé par Captain America avant la fin de parution du magazine. En juillet 2003, à l'occasion de la sortie du film Hulk, Panini lance un mensuel entièrement consacré au personnage (profitant du même coup de la toute nouvelle équipe artistique) qui ne durera que huit numéros, la série étant arrêtée à la suite d'un mauvais accueil du public.
En 2008, Panini publie World War Hulk au format kiosque. En juillet 2012, (à la suite du succès du film Avengers quelques mois auparavant), un nouveau magazine Hulk est lancé par Panini. Cette revue mensuelle regroupe les séries The Incredible Hulk et Thunderbolts.

## Biographie du personnage

### Origines

Statue représentant Hulk au musée Madame Tussauds de Las Vegas.

Le docteur Bruce Banner, un brillant physicien nucléaire, crée pour les forces armées des États-Unis un nouveau type d'arme nucléaire, la « bombe G » basée sur des rayons gamma.
Durant un essai, Banner aperçoit un adolescent, Rick Jones allongé dans sa voiture, qui répond bêtement à un pari de ses camarades. Demandant à son assistant Igor Starsky de stopper le compte à rebours de la bombe, le physicien court vers la zone d'essai et sauve le jeune inconscient en le poussant dans une tranchée de protection. Mais Starsky, qui en réalité se nomme Drenkov, est un espion soviétique à la solde du gouvernement, envoyé pour s'emparer des secrets de Banner. Il laisse la bombe exploser. Le docteur Banner n'a pas le temps de se mettre à l'abri ; il est alors bombardé de rayons gamma, ce qui a pour effet de modifier profondément son ADN mais qui, à la surprise de tous, ne le tue pas,.
Banner reste ensuite en observation à l'infirmerie en compagnie de Rick Jones jusqu'au soir où, dans une intense souffrance, il voit son corps se transformer en un individu aux proportions colossales tandis que sa peau devient grise et que son psychisme se modifie pour laisser place à une intelligence quasi animale. Dans cet état, il détruit le mur de l'infirmerie simplement en le poussant de la main. Peu après, lorsqu'une jeep de l'armée lui fonce dessus, il reste immobile tandis que le véhicule s'écrase sur lui sans qu'il subisse de dommages. Cela démontre qu'il possède sous cette forme une force et une résistance stupéfiantes. En raison de sa corpulence, un garde le surnomme « Hulk » lors d'une description faite à ses supérieurs.
Depuis, lors de moments de stress ou de colère intense, le docteur Banner se métamorphose en une créature colossale à la peau verte (cette couleur ayant rapidement remplacé celle de sa peau grise originale) dotée d'une force phénoménale et animée par une rage qu'il ne parvient pas à contrôler (cette rage est présente en Banner depuis sa jeunesse quand, petit garçon, il était battu par son père et quand il a vu sa mère mourir sous les coups de ce dernier).

### Parcours
Par la suite, après des aventures en solo où il combat notamment l’Armée américaine (qui souhaite le capturer), Bruce Banner affronte plusieurs adversaires successifs, tels que la Gargouille, les Tribbitites, le Cirque du Crime, l'agent soviétique Boris Monguski, Tyrannus, le Démolisseur (Karl Kort) ou Molyb le Maître du Métal, en forçant parfois sa transformation en Hulk à l'aide d'une machine à rayons gamma.

### Membre des Vengeurs
Travaillant dans un cirque ambulant sous sa forme de géant vert, Hulk devient un pion du dieu asgardien Loki qui voulait le forcer à combattre son demi-frère Thor. Mais ce complot est déjoué, ce qui conduit Hulk à devenir l'un des membres fondateurs de l'équipe de super-héros les Vengeurs ; celle-ci comprend Hulk, Thor, Iron Man, Ant-Man et la Guêpe, qui unissent leurs forces pour vaincre Loki.
Rapidement, la méfiance du groupe envers Hulk devient évidente lorsque ceux-ci sont manipulés par un Spectre noir (en), ce qui incite le colosse vert à quitter le groupe. Ayant peur de ses actes, les Vengeurs commencent à traquer leur ancien allié imprévisible. Celui-ci trouve un allié avec Namor et affronte les héros, Thor en particulier, mais s'échappe quand il redevient Bruce Banner, Namor ayant disparu dans l'eau.
Hulk refait rapidement surface à New York pour se venger d'avoir été remplacé par Captain America au sein des Vengeurs, se heurtant d'abord aux Quatre Fantastiques, ce qui conduit à une revanche avec la Chose. La bataille se poursuit avec les Vengeurs et Hulk, submergé par le nombre d'ennemis, disparaît dans le port de New York. On le revoit au Nouveau-Mexique, où il aide malgré lui les Vengeurs à empêcher la tentative des Hommes de Lave d'éradiquer la vie humaine à la surface de la Terre.
Alors qu'il se cache dans une grotte près d'Hollywood, Hulk est dérangé lorsque le Bouffon vert, utilisant les Enforcers pour tuer Spider-Man, empiète dans sa cachette, conduisant à un bref affrontement entre Hulk et le Tisseur, avant que le Titan vert ne fuie la scène.

### DansTales of Astonish
Plus tard, Hulk est manipulé par Human Top (nommé Whirlwind par la suite) pour combattre ses anciens camarades Vengeurs, Giant-Man et la Guêpe.
Il retourne sous sa forme humaine travailler pour le général Ross à la base Gamma au Nouveau-Mexique, accompagné de la fille de Ross, Betty et du major Glenn Talbot. Banner/Hulk va alors être confronté entre autres au Caméléon, à des communistes russes, à Uatu, Skurge, Hercule, l'Homme-taupe, Tyrannus, l'Empire secret, Boomerang, l'Étranger, le Surfer d'argent, le Maître de l'évolution et Loki.
Mais son plus grand rival reste le docteur Samuel Sterns (le Leader), un chimiste qui, à la suite d'une exposition aux rayons gamma est doté d'un pouvoir télépathique lui permettant de plier chaque être à sa volonté. L'objectif du Leader est de capturer Hulk afin de s'approprier sa force physique et, ainsi, de devenir presque omnipotent. Si son destin se réalise, il serait capable de dépasser les limites de la compréhension humaine jusqu'à atteindre un stade quasi-divin.
C'est alors qu'Emil Blonsky, un espion communiste à la base Gamma, s'approprie la machine à rayons gamma du docteur Banner et se bombarde le corps d'une dose encore plus forte que celle qui engendra Hulk. Il se transforme alors en un monstre à la force colossale (l'Abomination) tout en conservant son intellect (à la différence de Hulk). Blonsky découvre plus tard qu'il est piégé sous cette forme.
Contrôlé par le Maître des maléfices, Hulk combat Namor qui prendra le dessus.

### DansThe Incredible Hulk
Après une bataille sur Asgard, Hulk est emprisonné sous sa forme humaine de Bruce Banner. Mais il est attaqué par le Rhino qui est tué dans la bataille ; Hulk s'enfuit avec Betty Ross pour la protéger. Le général Ross demande alors l'aide du SHIELD pour combattre Hulk. Celui-ci combat successivement le Mandarin, les Inhumains, Ka-Zar, l'Homme-sable (envoyé par le Mandarin), puis est emprisonné par Ross et fait face au retour du Leader. Un nouveau combat contre Namor finit par une nouvelle victoire de l'Atlante.
À l'issue d'une confrontation avec les Quatre Fantastiques, le leader de l'équipe Red Richards assomme Hulk avec un fusil de sa conception. Red lui applique ensuite un appareil et Hulk est retransformé en Bruce Banner. Lorsque Banner ressuscite, il refuse de participer à des tests et montre aux membres des Fantastiques qu'il peut toujours se transformer en Hulk ; mais maintenant, il peut le faire de son propre chef tout en conservant sa personnalité et son intelligence humaine. Banner demande alors la main de Betty Ross, mais leur mariage est interrompu par le Leader et le Rhino.
Hulk retrouve ensuite l'Homme-absorbant dans l'espace, à la suite de l'échec de celui-ci avec Odin qu'il avait tenté de tuer. Absorbant toute la puissance de Hulk, l'Homme-absorbant devient faible quand il se transforme en Banner, et est réduit en pierre.
Après une nouvelle rencontre avec l'Homme-taupe et Tyrannus, Hulk, en essayant de remonter à la surface, manque de provoquer un tremblement de terre massif en affectant la faille de San Andreas, entraînant un affrontement avec son ancienne équipe des Vengeurs, notamment la Vision.
C'est alors que Rick Jones cherche son vieil ami Hulk pour trouver un moyen de se séparer du soldat Kree, le capitaine Mar-Vell, ce qui à conduit Hulk et Mar-Vell à un affrontement.
Banner s'approche ensuite d'un autre ancien collègue, le docteur Raoul Stoddard, et lui demande de l'aider à le guérir de sa forme de Hulk. Stoddard, au sein de son laboratoire secret, utilise un appareil Gammatron sur Banner. Mais l'expérience mène à un effet secondaire imprévu : au lieu de guérir Banner, elle sépare celui-ci en deux entités distinctes, Banner et Hulk. Le Titan vert, enfin libéré de l'influence de Banner, se déchaîne. Il faudra l'intervention d'Iron Man pour que les deux personnalités soumises au Gammatron réintègrent le corps d'une seule et même personne.

### Membre des Défenseurs
Plus tard Hulk rejoint l'équipe des Défenseurs nouvellement formée par le Docteur Strange, et qui contient un de ses anciens adversaires, Namor, comme coéquipier.
Après une première victoire contre Yandroth, Hulk et Namor jurent de ne plus jamais lutter ensemble, mais Strange réussit à maintenir leur alliance informelle au fil du temps. Contrairement à d'autres super-équipes, les Défenseurs n'ont ni charte ni règlement intérieur, pas de siège permanent, de liste de membres fixe et peu d'affection les uns pour les autres.

### Miss Hulk
Un jour, Bruce Banner rend rendre visite à sa cousine Jennifer Walters, devenue avocate à Los Angeles. À cette époque, la jeune femme défend un dénommé Lou Monkton que le gangster Nicholas Trask accuse de meurtre. Alors que Walters conduit Banner chez elle, l'un des hommes de main de Trask lui tire dessus. Pour sauver la vie de sa cousine, Banner improvise alors une transfusion sanguine d'urgence avec son propre sang ; la transfusion fait muter la jeune femme, celle-ci devenant l’héroïne Miss Hulk.

### Séparation en plusieurs Hulk
Le docteur Leonard Samson (Leonard Skivorski Jr., alias Doc Samson), capture Hulk. Le psychologue réussit ensuite à séparer la psyché et la structure atomique de Banner de celle, plus large, de Hulk. Le corps du Titan vert, maintenant sans personnalité ni mémoire, reste inerte jusqu'à ce que Samson stimule son cerveau. Mais cette nouvelle incarnation de Hulk s'échappe et devient bientôt une menace plus grande que jamais.
Banner devient alors le chef d'un nouveau groupe, les Hulkbusters, qu'il dirige depuis la base Gamma. Il épouse Betty Ross, se croyant finalement libéré de la malédiction de Hulk. Mais pendant leur lune de miel, Bruce tombe gravement malade et est hospitalisé : en raison de sa séparation d'avec Hulk, son corps commence à perdre sa cohésion moléculaire. De son côté, le corps de Hulk lui emboîte le pas, et est vaincu par l'équipe des Vengeurs. Avec l'aide du synthézoïde Vision, Bruce re-fusionne avec Hulk. Le personnage original de Hulk prend alors le contrôle du corps ; cependant, la réintégration est instable, ce qui conduit Hulk à revenir à son incarnation grise d'origine.
Le Hulk gris prend ensuite un emploi de vigile dans un casino et se fait appeler « Joe Fixit ». Hulk passe alors plusieurs mois sans reprendre forme humaine. C'est à cette époque qu'il rencontre et sort avec Marlo Chandler, une femme qui épousera un jour Rick Jones. Banner revient finalement à la vie et Hulk, en tant que M. Fixit, disparaît rapidement à la suite des machinations de la Maggia.

### Planète Hulk
Dans Planète Hulk (prélude à World War Hulk), le colosse de jade est envoyé par les Illuminati sur une planète déserte et éloignée à bord d'une navette spatiale, afin de préserver la Terre du danger qu'il représente. La navette dévie de sa trajectoire initiale et Hulk se retrouve sur la planète Sakaar, où règne un dictateur sanguinaire.
Capturé, Hulk devient gladiateur et doit combattre pour recouvrer sa liberté ; à force de victoires, il gagne la considération du peuple et finit par vaincre le tyran qui règne sur Sakaar. Il libère les victimes de l'esclavage et devient leur « élu », la « Balafre verte », un individu sacré décrit dans leurs légendes. Désigné roi d'un peuple enfin unifié et en paix, il choisit sa reine, Caiera, qui lui donnera un enfant.
Sa tranquillité prend fin quand la navette l'ayant conduit sur Sakaar, devenue un objet de culte, explose et manque de peu de détruire la planète entière, bien que le Titan vert ait lancé le vaisseau de toutes ses forces vers le ciel. De nombreux habitants périssent, dont sa femme. Après ce drame, Hulk décide de retourner sur Terre pour punir ceux qu'il rend responsable de ce désastre, c'est-à-dire ceux qui sont apparus sur une vidéo enregistrée dans le vaisseau, juste avant qu'il n'explose, et sur laquelle on voit les Illuminati Flèche noire, Mr Fantastique, le Docteur Strange et Iron Man expliquer qu'ils ont pris la décision d'envoyer Hulk dans l'espace.

### World War Hulk
Dans World War Hulk, Hulk effectue le siège de Manhattan à New York, s'attaquant aux Illuminati les uns après les autres et triomphant d'eux tous.
Finalement, il combat Sentry mais, à cause de la puissance dégagée par leurs coups conjugués et du fait de leur énergie, les deux retrouvent leurs formes humaines en même temps. Sentry, dans un état critique, est évacué. Hulk découvre alors que le véritable coupable du désastre sur Sakaar est l'un de ses alliés, le nommé Miek qui l'a accompagné sur Terre et qui avait mis en place sa trahison. Banner redevient Hulk et le détruit.
Étant dans un état de colère inégalé jusque-là (les secousses sismiques créées par ses coups de pied au sol s'étalant sur plusieurs centaines de kilomètres), Hulk demande à Tony Stark de l'arrêter avant qu'il ne réduise la planète à néant. Stark active alors une série de satellites armés qui ouvrent le feu sur Hulk, le laissant inconscient sous sa forme de Bruce Banner, qui est ensuite emprisonné par le SHIELD.

### Introduction de Red Hulk
Après World War Hulk, Bruce Banner est enfermé dans une base Gamma. Une nouvelle incarnation de Hulk, le Hulk Rouge (Red Hulk, aussi appelé « Rulk ») a vaincu Miss-Hulk, Iron Man, Rick Jones dans sa nouvelle forme nommée A-Bomb, et même Thor. Banner a été libéré lorsque l'affrontement entre Red Hulk et A-Bomb a provoqué un tremblement de terre qui a endommagé sa prison. Face à cette nouvelle menace d'une origine mystérieuse, il retrouve sa forme de colosse émeraude et affronte la créature, mais est battu par le monstre rouge ultra-puissant, se faisant même casser un bras. Mais le résultat a été très différent lors de leur deuxième rencontre où Hulk a trouvé une faiblesse potentielle dans le Red Hulk et l'a exploitée. Une fois le Red Hulk battu, Hulk est parti sans découvrir la véritable identité du Red Hulk; cependant, Banner a commencé à passer son temps à essayer de retrouver le Red Hulk avant qu'il ne puisse faire plus de dégâts.

### Hulk n'est plus
Par la suite, Banner a été capturé par A.I.M. et a été détenu dans la base Gamma pour être utilisé pour créer un programme de super-soldat alimenté par rayons gamma, dirigé par M.O.D.O.K. et soutenu par le général Ross. M.O.D.O.K. était responsable de la création du Red Hulk, de la transformation de Rick Jones en A-Bomb et de la double personnalité maléfique de Doc Samson. Le complot a été découvert par Miss-Hulk. Pour infiltrer la base A.I.M., Jennifer a recruté le journaliste Ben Urich pour aider à découvrir la vérité, et Urich, à son tour, a recruté Peter Parker pour l'aider pour la photographie. Une bataille a rapidement rompu la cellule contenant Banner, le faisant se transformer en Hulk. Lorsque les deux Hulks se sont affrontés, le Red Hulk a utilisé ses capacités d'absorption des radiations pour voler l'énergie gamma de Hulk, l'empêchant de redevenir Hulk. Alors que la base atteignait une masse critique, Bruce Banner sans défense a été secouru par A-bomb désormais intelligent.
Au lendemain de l'explosion, Norman Osborn envoya Ares pour savoir si Banner pouvait encore se transformer en Hulk. Quand Ares a attaqué Banner, Rick s'est précipité à sa défense, mais a été rapidement vaincu. Ares fut bientôt déjoué par Banner, et enfermé dans une pièce construite pour contenir Hulk. Une fois libéré, bien qu'Ares veuille traquer et tuer Banner, Osborn souligne que la connaissance est le pouvoir et que Bruce n'est plus le Hulk, ils ont gagné la bataille. Après avoir échappé à Ares, Bruce et Rick se sont séparés.

### Skaar
Sur Sakaar, le fils présumé mort de Hulk et Caiera l'Ancienne, Skaar, était bien vivant. Après la mort de Caiera, un cocon contenant Skaar est tombé dans le lac de feu. Après un certain temps, Skaar a émergé du cocon, semblant avoir l'âge équivalent à un préadolescent humain. Il est rapidement devenu ce qui semblait être un adulte. Skaar voulait se venger de Hulk parce qu'il sentait que Hulk l'avait abandonné lui et son monde.
Skaar a rejoint sur Terre et a confronté son père, qui était alors dans son personnage sauvage. Skaar était dégoûté de l'intelligence diminuée de son père. Hulk a engagé Skaar dans un combat, a ensuite empalé Hulk et est parti, affirmant qu'il reviendrait quand il vaudrait la peine d'être tué.
Banner a plus tard affronté Skaar dans le désert de Mojave. Après de longues délibérations, Skaar a accepté à contrecœur de permettre à Bruce Banner de le former sur la façon de vaincre Hulk, s'il revenait un jour. Bruce a attiré le Fléau pour qu'il combatte Skaar, puis Wolverine et Daken. Peu de temps après, le couple a rencontré les Femmes Fatales de Norman Osborn, Victoria Hand et Ms. Marvel. Bruce a découvert que Betty Ross était en vie et a été immédiatement attaqué par une harpie qui s'est avérée être Marlo Chandler. Ils viennent en aide aux quatre Fantastiques, qui étaient au milieu d'une bataille avec l'Homme-Taupe et plus tard Tyrannus. Plus tard, Bruce a sauvé Skaar du docteur Fatalis.
Bruce a ensuite réuni son propre groupe de Avengers pour essayer de sauver Betty qui était en colère contre lui pour avoir épousé une autre femme, a été utilisée par le Leader pour distraire Bruce afin qu'il puisse "hulkifier" de nombreux marines et soldat d'A.I.M. Bruce a été capturé par le Leader et connecté à une machine de réalité virtuelle. Il ne voulait pas quitter le monde virtuel jusqu'à ce qu'il soit convaincu par le docteur Fatalis, qui était également piégé. Lorsque Bruce s'est échappé, il a été sauvé du docteur Fatalis par Red Miss-Hulk, qui a été poignardée par Skaar et s'est avéré être Betty elle-même. Le chef s'est échappé et la machinerie du générateur de rayons Cathexis a été inversée, et tous les rayonnements des héros hulkifiés sont retournés à l'héliporteur. Bruce a alors absorbé toute l'énergie pour la contenir à la demande de Reed Richards. Doc Samson est mort en essayant d'aider. L'héliporteur s'est écrasé et des décombres a émergé une nouvelle incarnation de Hulk, qui a été appelée le Worldbreaker Hulk.
Skaar a enfin eu la chance de combattre Hulk. Au cours de la confrontation, Hulk a sauvé des passants innocents mis en danger par leur combat. Skaar a réagi à cet acte de compassion en cessant son assaut, mais Hulk a continué le sien, faisant revenir Skaar à sa forme humaine. Hulk s'est souvenu du père violent de Banner et est également revenu à la forme humaine, reconnaissant qu'il ne pourrait jamais continuer ce combat sans qu'il ne devienne comme son père. Banner s'est excusé et a embrassé son fils, et Skaar a accepté son amour.

### Fear Itself
Dans Fear Itself, Hulk obtient l'un des sept Marteaux Sacrés libérés par Sin et se retrouve transformé en Nul, le Briseur de mondes.

### La séparation
Lors d’un combat contre le dieu Thor à New York, Hulk est envoyé dans la stratosphère et atterrit en Europe, dans les Carpates. Après une confrontation avec Dracula dans son château, il est débarrassé de l’influence du dieu Serpent (en) et retrouve sa vraie nature.
Il a ensuite recours au Docteur Fatalis pour se séparer de Bruce Banner, qui lui ôte la partie de son cerveau contrôlée par Banner et la déplace vers un corps cloné de celui-ci. Hulk vit alors avec une tribu de Moloids sous terre, jusqu’à ce que le commandant Amanda von Fatalis le contacte pour l’aider à traquer Bruce Banner, devenu fou.
L’attaque entraîne la vaporisation de Banner à la suite de l'utilisation d'une bombe gamma, avec comme conséquence que Banner partage à nouveau le cerveau de Hulk, mais toujours avec son esprit fou. La transformation est modifiée, de sorte que le personnage « dominant » est celui de Hulk, et que celui-ci revienne à Banner lorsqu’il redevient calme. Banner conduit Hulk dans différents endroits du monde et révèle ensuite qu’il a découvert un remède pour lui, dont les composants sont ce que Hulk avait rassemblé tout au long de son « voyage ». Cependant, Banner révèle également qu’il n’est plus intéressé de contrôler Hulk, ayant compris qu’il était meilleur avec Hulk que sans lui. Cela incite les deux personnages à unir de nouveau leurs forces pour enquêter sur le dernier stratagème de Fatalis.

### Retour chez les Vengeurs
La réunion de Bruce Banner avec son alter-ego Hulk provoque un retour de l’intelligence de Hulk. Alors qu'il séjourne seul dans le désert américain, il est pris au milieu d’un conflit entre l’armée américaine et le Verseau du Zodiaque. Hulk apporte aux Vengeurs un morceau du costume du Verseau, qu’il avait arraché pour enquêter sur son identité, et reste avec les Vengeurs pour affronter le Zodiaque, ainsi que Thanos le Titan fou, qui se révèle être le maître du groupe. Il aide également les Vengeurs pendant leur guerre contre Cyclope et les cinq Phénix.
Après être officiellement retourné dans les rangs des Vengeurs, Bruce Banner se rapproche du SHIELD et lui offre de mettre à son service ses capacités en tant que Banner et Hulk. Il leur propose de créer de nouvelles technologies pour le bien de l’humanité, et d'utiliser la force de Hulk contre les ennemis du SHIELD. Hulk devient même une branche secrète du SHIELD, appelée TIME, pour combattre un groupe de voyageurs temporels appelés les Chronarchistes qui avaient l’intention de remodeler l’histoire à leur image.

## Famille
- Elisabeth « Betty » Ross-Talbot-Banner (la Miss Hulk rouge, première épouse, séparée)
- Caiera Oldstrong (seconde épouse, décédée)
- Brian Banner (père, décédé)
- Rebecca Banner (mère, décédée)
- Morris Walters (oncle)
- Elaine Banner Walters (tante, décédée)
- Jennifer Walters (Miss Hulk, cousine)
- Thaddeus E. « Thunderbolt » Ross (Hulk rouge, beau-père)
- Mrs. Drake (tante, présumée morte)
- Cassandra Walters Pike (tante)
- David Pike (cousin)
- Skaar (fils avec Caiera)

## Pouvoirs et capacités

### Capacités intellectuelles et talents
Le docteur Bruce Banner est considéré comme l'un des plus grands esprits scientifiques de la Terre, possédant « un esprit tellement brillant qu'il ne peut être mesuré par aucun test d’intelligence connu ». Il détient une expertise dans divers domaines scientifiques, notamment en biologie, chimie, ingénierie, physiologie et principalement en physique nucléaire.
Grâce à cette connaissance, Banner a créé une technologie avancée baptisée « Bannertech » qui est comparable au développement technologique de Tony Stark, du Docteur Fatalis ou de Red Richards. On peut citer notamment un champ de force qui peut le protéger contre les attaques d'entités du même niveau de puissance que Hulk, et un téléporteur.
Cependant, sa capacité émotionnelle (intelligence émotionnelle) est sensiblement réduite, ce qui l’amène à être en permanence renfermé sur lui-même. Durant ses errances à travers le monde, Banner a appris à devenir un fugitif doué, capable de dissimuler avec aisance sa véritable identité. Sur Sakaar, Hulk a été entraîné au maniement de nombreuses armes de duel.

### Personnalités multiples
Bruce Banner souffre d’un trouble dissociatif de l'identité (aussi appelé « syndrome de personnalités multiples »). Les multiples identités de Hulk expriment la tendance de Banner à la colère et la fureur, une rage que Banner a réprimée toute sa vie avant de devenir Hulk pour la première fois.
L’étendue du trouble de l'identité de Banner n’a été découvert que plusieurs années après sa transformation originelle. Plusieurs identités (ou personnalités), ont été ensuite identifiées :
- la principale (et centrale) d’entre elles est celle de Bruce Banner, une personne réservée, très intelligente mais quasiment dépourvue d’émotions[14] ;

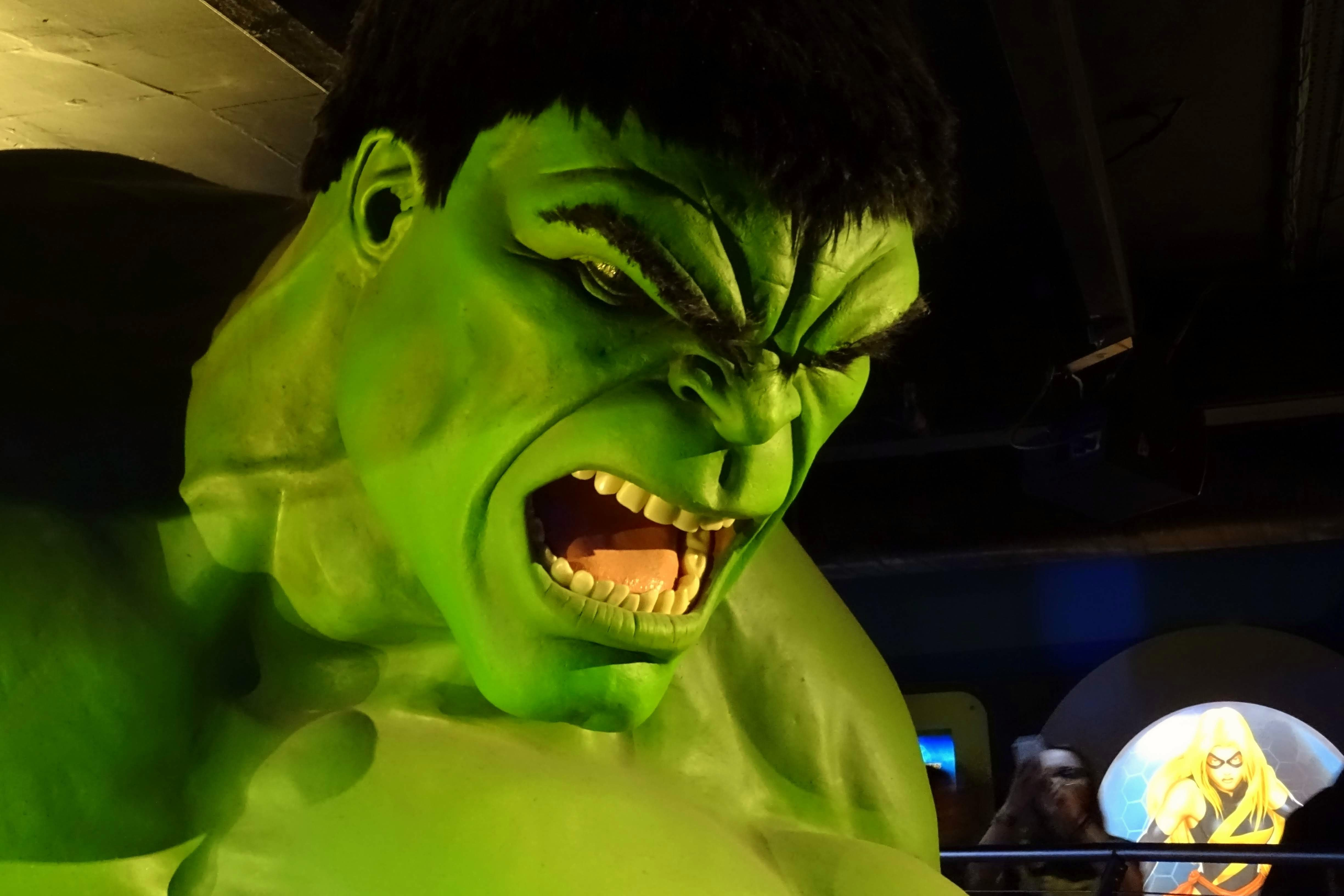
Représentative de Hulk dans une exposition.

- la personnalité du « Hulk sauvage », qui possède l’intelligence et la curiosité d’un enfant avec un fort besoin d’amitié et d’affection, mais qui est sujette à des accès de colère et de rage (sous cette identité, Hulk ignore en général qu’il est Bruce Banner, et considère Banner comme une personne totalement distincte de lui-même et, souvent, un ennemi)[14] ;
- la personnalité de Joe Fixit (habituellement associée à la forme grise de Hulk), qui ne possède pas l’intelligence de Banner ni ses connaissances scientifiques, mais qui montre un don pour la ruse et l'astuce. Cette personnalité, motivée par un tempérament et des envies égoïstes, est tout aussi sujette à se mettre en colère que la personnalité du « Hulk sauvage »[14] ;
- la personnalité du « Professeur » (ou « Hulk intégré »), qui possède l’intelligence complète de Banner ainsi que la ruse de Fixit et la force du « Hulk sauvage » avec une capacité émotionnelle normale, même s’il peut connaître des accès de colère[14] ;
- le « Hulk animal », qui est apparu quand l’influence de Banner avait été complètement effacée ; il a alors l'intellect d'un loup[14] ;
- le « Hulk diabolique », personnalité malfaisante et destructrice maintenue enfouie au plus profond de la psyché de Banner, mais qui cherche en permanence à devenir sa personnalité dominante ; chaque fois qu'un de ses alter-egos ou de ses proches est blessé, il montre son côté surprotecteur en tuant le responsable de sang froid ; il est aussi immortel : chaque fois qu'il est tué, il ressuscite avec les autres personnalités[14] ;
- le « Hulk coupable », personnalité malveillante née de la déformation des souvenirs d'enfance de Banner, capable de prendre la forme de Brian Banner ;
- le « Kluh », le fameux « Hulk de Hulk » qui surgit quand le « Hulk sauvage » est en proie à une profonde tristesse ;
- le « Titan », haut de 9 mètres 14 à son apogée ; il peut tirer des lasers de ses yeux.

Il existerait des douzaines — sinon des centaines — de fragments distincts de personnalités coexistant dans l’esprit de Bruce Banner/Hulk. Les différences entre ces identités ont énormément varié au cours du temps, Banner ayant lui-même une capacité très variable à ressentir des émotions.
À certains moments, l’identité de Banner a pu contrôler celle de Hulk (avec des degrés variables). Par ailleurs, les souvenirs de Bruce Banner concernant ses actions sous la forme de Hulk — et inversement — varient énormément au cours du temps. Même la personnalité apparemment « intégrée » s’est révélé n’être qu’une autre personnalité dissociative, un fragment de l’ensemble rebaptisé « le Professeur ».

### Force surhumaine
Bruce Banner devient Hulk lorsqu'il est submergé par la colère et le stress, il acquiert alors une taille dépassant facilement les 2 mètres (mais sa taille varie beaucoup, faisant environ 2,30 m dans le comics Incredible Hulk, 2,4 m dans le film Avengers ou bien jusqu'à 4,50 m dans le film Hulk) et son poids atteint quasiment les 500 kg (là aussi variable, parfois 300, parfois 600). Sa force devient surhumaine : il peut soulever des voitures, des camions, des bus, des tanks ou encore remplacer le pilier d'un pont pour le soutenir. Il peut également déplacer des wagons de chemin de fer ou soulever des blocs de rochers très lourds.
En fait, lorsque Hulk est « calme », il peut aisément soulever, déplacer ou exercer une pression équivalente à 100 tonnes. Mais lorsqu'il s'énerve, sa force augmente de manière exponentielle ; il peut alors soulever bien au delà des 100 tonnes. On raconte que si Hulk atteignait un degré de colère immense, il pourrait déplacer une planète, mais il n’a encore jamais atteint ce stade. Lorsque Hulk s'énerve, seul des êtres exceptionnels comme Sentry, Thanos ou Galactus peuvent lui tenir tête et le stopper.
Tout comme le Fléau, il est capable de provoquer des ondes de choc très puissantes en claquant violemment des mains, ou provoquer des tremblements de terre en frappant le sol du pied. Sa force exceptionnelle lui permet aussi de faire des bonds dans les airs pour se déplacer ; il est ainsi capable de franchir des kilomètres (parfois plus de 4 kilomètres) en un seul bond. On l'a même vu sauter suffisamment haut dans l’atmosphère pour qu’il arrive à atteindre une orbite presque stable.

### Invulnérabilité et régénération

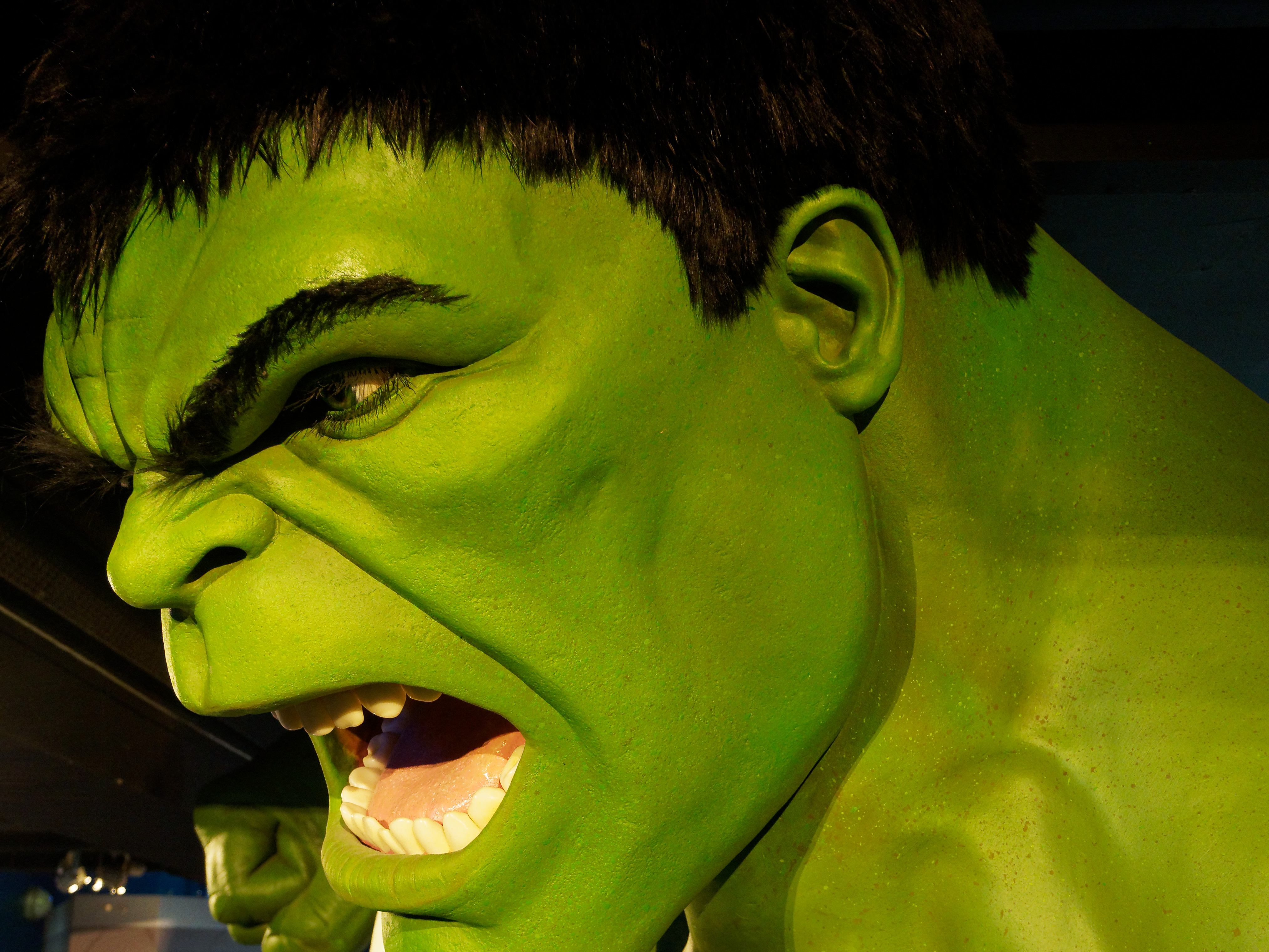
Tête de la statue de cire de Hulk au musée de Madame Tussauds de Londres (2013).

Outre sa force extraordinaire, Hulk possède une résistance incroyable. Sa peau verte, renforcée par les rayons gamma et qui lui ont donné sa couleur, lui permet de résister à des chocs et des coups extrêmement violents. On l’a vu supporter sans dommages l'impact de tirs de balles, de grenades, d'obus de canon et même de missiles. De fait, les armes balistiques sont inefficaces contre lui.
Tout comme sa force, la colère de Hulk renforce son invulnérabilité ; on l'a vu ainsi résister plusieurs fois à l'impact d'explosions nucléaires, comme en Antarctique où il affrontait Thor, et sur la planète Sakaar lorsque les sakaarien déclenchèrent une bombe atomique d'une telle puissance qu'elle créa un déséquilibre sur la planète. Hulk a aussi résisté simultanément aux supernovas de la Torche humaine et à la foudre de Tornade des X-Men,.
Les seuls métaux capables d’entamer la peau de Hulk sont le vibranium, le métal dont sont faites notamment les dagues de Warpath, ainsi que l'adamantium qui compose notamment les griffes de Wolverine. Cependant, même s'il est blessé, les tissus de Hulk se régénèrent à très grande vitesse ; il déclarera d'ailleurs à Wolverine lors d'un combat qu'aucun d'eux ne pourrait mourir à la suite de blessures, leurs facteurs auto-guérisseurs les en empêchant.

### Facultés psychiques
Hulk n'a pas de véritables pouvoirs psychiques, mais possède des facultés rares de résistance à ceux-ci. Dans World War Hulk, le Professeur Xavier explore l'esprit de Hulk, alors exceptionnellement énervé et conclut qu'il a peu de chances de le maîtriser sans que celui-ci le frappe pour se défendre. Onslaught a toutefois réussi à le contrôler, ainsi qu'Apocalypse (même si leur domination n'a pas duré très longtemps).
Hulk possède également la faculté de percevoir les formes astrales, comme celles du Professeur Xavier et du Docteur Strange. Dans World War Hulk, il parvient même à obliger la forme corporelle de Xavier à venir à lui, alors que celui-ci se trouvait sous sa forme astrale.

### Comparaison avec d'autres héros Marvel

#### De puissants équivalents
Dans World War Hulk, le personnage de Spider-Man qualifie Hulk d'« humain le plus puissant de la galaxie » (avec une définition très large de l'humain) après Sentry, ajoutant qu'il a révisé son classement après la victoire de Hulk sur Flèche noire. Il semble que même ce classement était trop défavorable à Hulk, car finalement Sentry et Hulk se neutralisent mutuellement.
Le scénariste de World War Hulk, Greg Pak, a déclaré que durant cet évènement la puissance de Hulk avait atteint un niveau tel qu'il a dépassé tous les mortels et la plupart des immortels ayant marché sur Terre, et que seul un être du niveau de Galactus pourrait réellement l'arrêter.
Même le surpuissant Thanos craint Hulk en combat au corps à corps, le Titan vert ayant déjà vaincu le Jardinier, l'une des grandes entités cosmiques de l'univers Marvel, ainsi que des adversaires de très haut niveau comme Thor, Gladiator (de l'empire Shi'ar), Colossus, le Fléau, Hercule ou la Chose — ce dernier n'a d'ailleurs jamais fait le poids physiquement contre Hulk, mais compense par une détermination sans faille et une volonté de fer.
Les équivalents de Hulk en puissance brute sont Sentry et le Surfer d'argent. De plus, le Hulk rouge a déjà vaincu Hulk en arrêtant un de ses coups de poing puis en lui cassant le bras. Enfin, dans des circonstances normales, l'Abomination est plus fort que Hulk.

#### Limites à sa force
Hulk a beau avoir une force illimitée, il y a certaines choses qu'il ne pourra jamais soulever ni briser, par exemple :
- Hulk ne pourra jamais briser le bouclier de Captain America ; ce dernier étant en vibranium, peu importe la force que Hulk emploiera, le bouclier la repoussera ;
- il ne pourra jamais briser l'adamantium, comme celui qui compose le squelette de Wolverine (mis à part dans la version Ultimate), cette matière étant indestructible ;
- il ne peut pas soulever Mjolnir, le marteau enchanté du dieu Thor car (du fait des enchantements placés par Odin sur le marteau) il n'en est pas digne. Néanmoins, Red Hulk (Thunderbolt Ross) a réussi une fois à exploiter une faille de Mjolnir[c].

Hulk est quasiment invincible mais il a quand même une limite, c'est Bruce Banner. En effet, ce dernier ne disparaît pas totalement quand il se transforme en Hulk, étant sa conscience et limitant inconsciemment sa force. Il a été prouvé que lorsque Hulk se retrouvait physiquement séparé de Banner, le Titan vert n'avait plus de conscience et était incontrôlable et invincible.
Un autre exemple est que quand Hulk a voulu affronter Onslaught, il n'était pas de taille et ce dernier pouvait même le contrôler mentalement (même si le contrôle ne durait pas longtemps). Mais dès que Jean Grey lui a ôté ses inhibitions (en faisant disparaître Banner de son esprit), Hulk est devenu si puissant qu'il pouvait non seulement résister aux pouvoirs psychiques d'Onslaught mais aussi le surpasser en force physique, et ainsi détruire son corps physique. Cela montre que Hulk est bien plus puissant quand Banner n'est plus en lui.

## Entourage

### Alliés
- Betty Ross Banner
- Jarella
- Rick Jones (Bucky, A Bomb)
- Doc Samson (Leonard Skivorski, Jr.)
- Miss Hulk (Jennifer Walters)

### Ennemis
Liste non exhaustive.
- L'Abomination
- Bereet (en)
- Le Chaînon manquant (en)
(« Missing Link » en VO)
- Flux
- La Gargouille (Yuri Topolov)
- Le Glob (en)
- La Harpie (« Harpy » en VO), alias de Betty Ross
- L'Homme-absorbant
- L'Homme de cobalt
- L'Homme-sable
- Le Leader
- Madman (en) (Philip Sterns, le frère du Leader)
- Le Mandarin
- Metal Master (en) (Molyb)
- Red Hulk
- Le Rhino
- Le Maître de manège (en) (« Ringmaster » en VO)
- Sentry
- Igor Starsky (Igor Drenkov, véritable identité)
- Glenn Talbot
- Tyranus (en)
- Wendigo
- Zzzax

## Version alternative

### Old Man Logan
Dans cet univers parallèle, les super-héros ont presque tous été massacrés par une coalition de super-vilains, mené par Crâne Rouge, qui deviendra maître des États-Unis.
L'Abomination deviendra propriétaire de la Californie, mais sera plus tard remplacé par Hulk. Ce dernier, devenu apparemment fou, a eu plusieurs enfants par sa relation consanguine avec sa cousine Jennifer Walters, alias Miss Hulk. Banner et sa très nombreuses famille forment donc le « Gang des Hulk ».
Ultra-violents, cruels et parfois cannibales, les Banner exigent un loyer important à Logan (autrefois le X-man Wolverine), désormais un vieux fermier et père de famille ayant abandonné sa vie de super-héros. Refusant désormais d'utiliser la violence, le mutant laisse le gang le dominer et se moquer de lui. Pour payer son loyer, il accepte la proposition de Clint Barton : servir de chauffeur à ce dernier pour emmener une mystérieuse cargaison à travers les Etats-Unis, jusqu'à la côte Est.
À la fin de l'histoire, Logan revient avec l'argent, mais apprend que sa famille a été tuée par les Banner. Fou de rage et ivre de vengeance, Logan ressort ses griffes. Il massacre le gang, puis confronte Bruce Banner lui-même. Celui-ci lui explique qu'il a fait tuer sa famille pour avoir l'occasion de combattre le mutant griffu encore une fois. Wolverine parvient finalement à le tuer.
On peut constater dans cette série que Banner possède la force de Hulk même sous sa forme humaine.

### Télévision

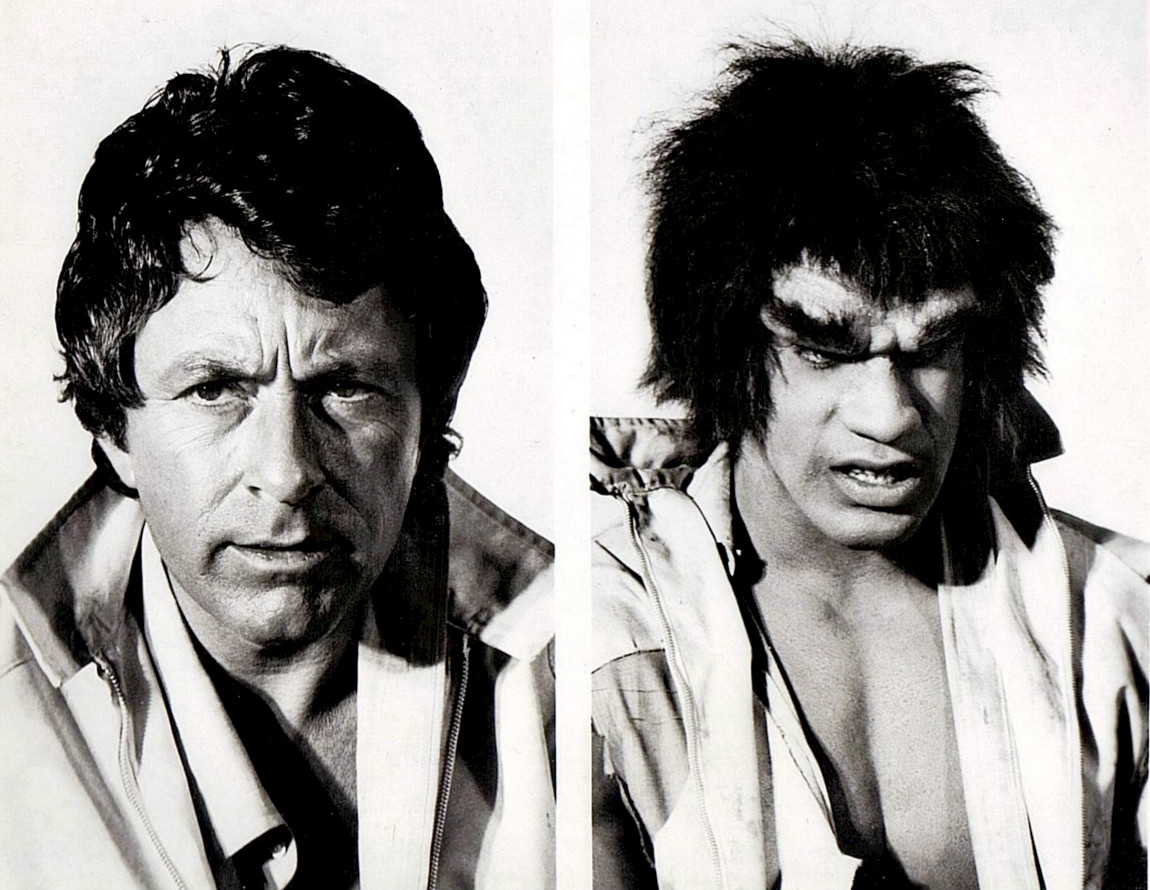
Bill Bixby et Lou Ferrigno (Banner/Hulk) dans la série L'Incroyable Hulk en 1977.